# Trichosanthes longispicata
Trichosanthes longispicata är en gurkväxtart som beskrevs av Rugayah. Trichosanthes longispicata ingår i släktet Trichosanthes och familjen gurkväxter. Inga underarter finns listade i Catalogue of Life.